# Петриш (Бистрица-Насауд)
Петриш (рум. Petriș) насеље је у Румунији у округу Бистрица-Насауд у општини Разбоени-Четате. Oпштина се налази на надморској висини од 409 m.

## Становништво
Према подацима из 2002. године у насељу је живело 1038 становника.

### Попис2002.
| Расподела становништва по националности 2002.‍ | Расподела становништва по националности 2002.‍ | Расподела становништва по националности 2002.‍ | Расподела становништва по националности 2002.‍ | Расподела становништва по националности 2002.‍ |
| --------------------------------------------- | --------------------------------------------- | --------------------------------------------- | --------------------------------------------- | --------------------------------------------- |
|                                               |                                               |                                               |                                               |                                               |
| Румуни                                        | Румуни                                        |                                               | 795                                           | 77,1%                                         |
| Роми                                          | Роми                                          |                                               | 236                                           | 22,9%                                         |